# ガセム・レザエイ
ガセム・ゴラムレザ・レザエイ (ペルシア語: قاسم غلامرضا رضایی 、ローマ字:Ghasem Rezaei、1985年8月18日 - ) は、イランのレスリング選手。2012年ロンドンオリンピックレスリンググレコローマンスタイル96キロ級の金メダリストである。マーザンダラーン州アーモル出身。現地語読みに近いガーセム・レザーイーと表記されることもある。

## 実績
- オリンピック
  - 2012年ロンドンオリンピック　金メダル
  - 2016年リオデジャネイロオリンピック　銅メダル
- 世界選手権
  - 2位　2015年
  - 3位　2007年
  - 3位　2014年
- レスリングアジア選手権
  - 1位　2007年
  - 1位　2008年
  - 3位　2006年